# Skwer Sprawiedliwych Wśród Narodów Świata w Poznaniu
Skwer Sprawiedliwych Wśród Narodów Świata – położony na Łęgach Dębińskich, na obszarze Osiedla Wilda w Poznaniu, pomiędzy ulicami: od północy Królowej Jadwigi; od zachodu do skweru przylegają dwie ulice, Górna Wilda i Dolna Wilda; od południa Olimpijską, a od wschodu skwer zamyka budynek Multikina i parking buforowy. Nazwę nadano uchwałą podjętą na sesji Rady Miasta Poznania w dniu 10 czerwca 2014. Wcześniej miejsce określane było nazwą Błonia Wildeckie.

## Upamiętnienie
Nazwa skweru upamiętnia osoby, które z narażeniem własnego życia oraz życia swych bliskich ratowały Żydów w czasie II wojny światowej. Skwer znajduje się nieopodal terenu po dawnym Targowisku Bema, zlikwidowanym we wrześniu 2020 roku i ruin starego stadionu KS Warty Poznań, na którym w czasie okupacji niemieckiej znajdował się obóz pracy dla Żydów. Przypomina o tym ustawiony na skwerze obelisk w formie pochodni z wykutą w zwieńczeniu menorą. 

## Założenie zieleni
Skwer posiada charakterystyczny układ przestrzenny z dwoma równoległymi alejami: dębową i lipową oraz rozległym trawnikiem pośrodku. Skwer w kształcie zbliżonym do prostokąta powstał w 1903, zaprojektowany przez wybitnego niemieckiego urbanistę J. Stübbena w rejonie dawnej fortecznej Bramy Wildeckiej. W latach 2017–2018 przeprowadzono rewaloryzację skweru, która pozwoliła na zachowanie historycznych założeń kompozycyjnych, z jego głównym elementem – podłużnym gazonem. Według projektu rewaloryzacji szaty roślinnej planowano posadzenie: około 3 tysięcy krzewów pochodzących z przesadzenia, a także około 6,6 tysięcy nowych krzewów na powierzchni 4700 m², rekultywację 1175 m² trawnika, założenie kolejnego, nowego trawnika dywanowego na powierzchni 2685 m² i utworzenie łąki kwietnej o powierzchni 655 m². Zasadzono 34 drzewa (klony zwyczajne, jesiony wyniosłe, dęby i lipy) oraz około 15 tysięcy krzewów i roślin okrywowych (m.in. wiciokrzew chiński i tatarski, runianka japońska, jaśminowiec wonny, śnieguliczka biała czy kalina sztywnolistna). Poprzednią nawierzchnię alejek zastąpiła kostka granitowa i mineralna. Odrestaurowano także rzeźbę „Kobieta z kwiatami” dzieła prof. Józefa Stasińskiego. Rzeźba, która stała tam wcześniej, została wykonana z betonu i przez lata uległa zniszczeniu. W jej miejsce wykonano zgodny z oryginałem odlew z brązu.

## Galeria

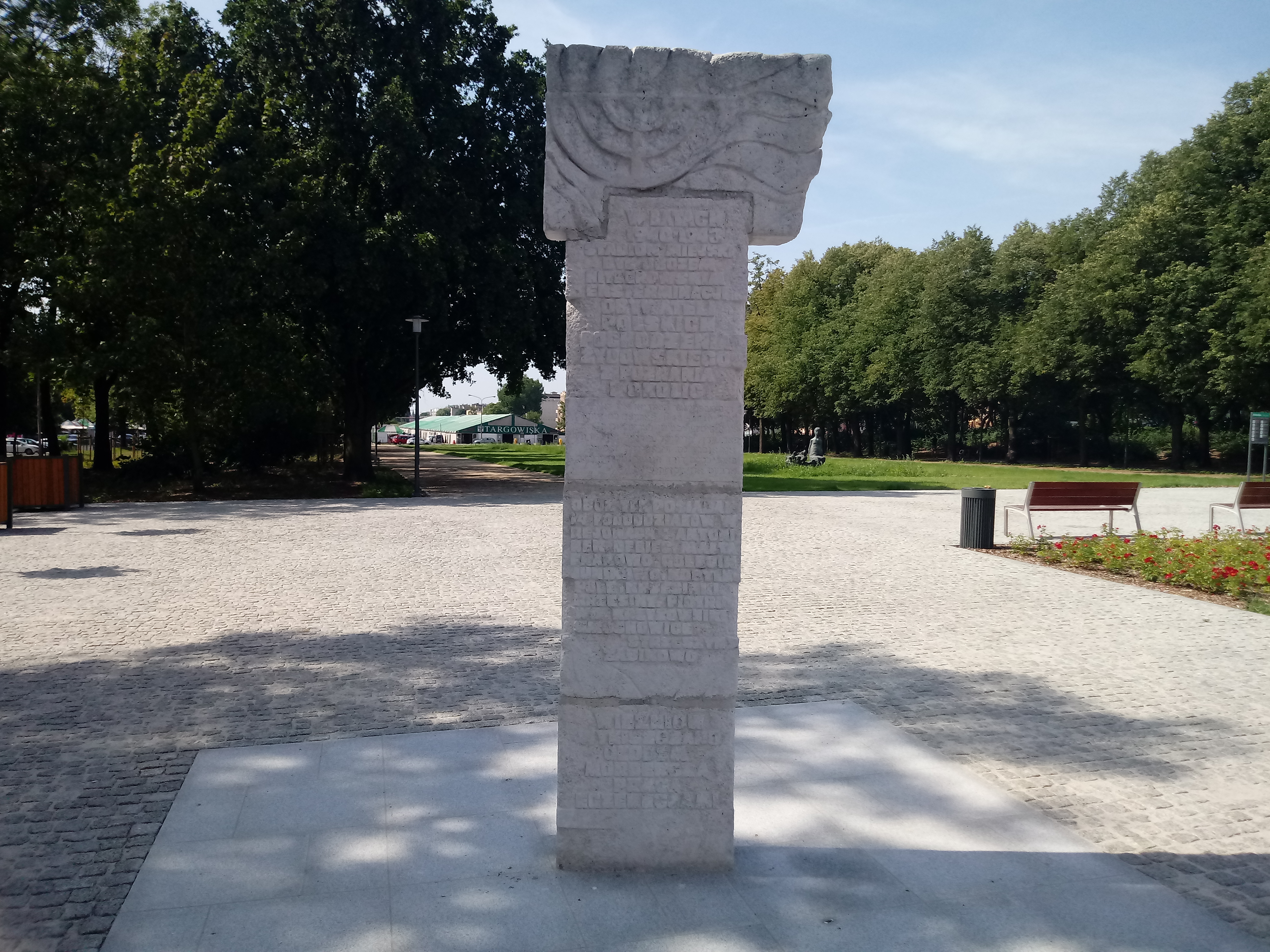
Obelisk od strony północnej
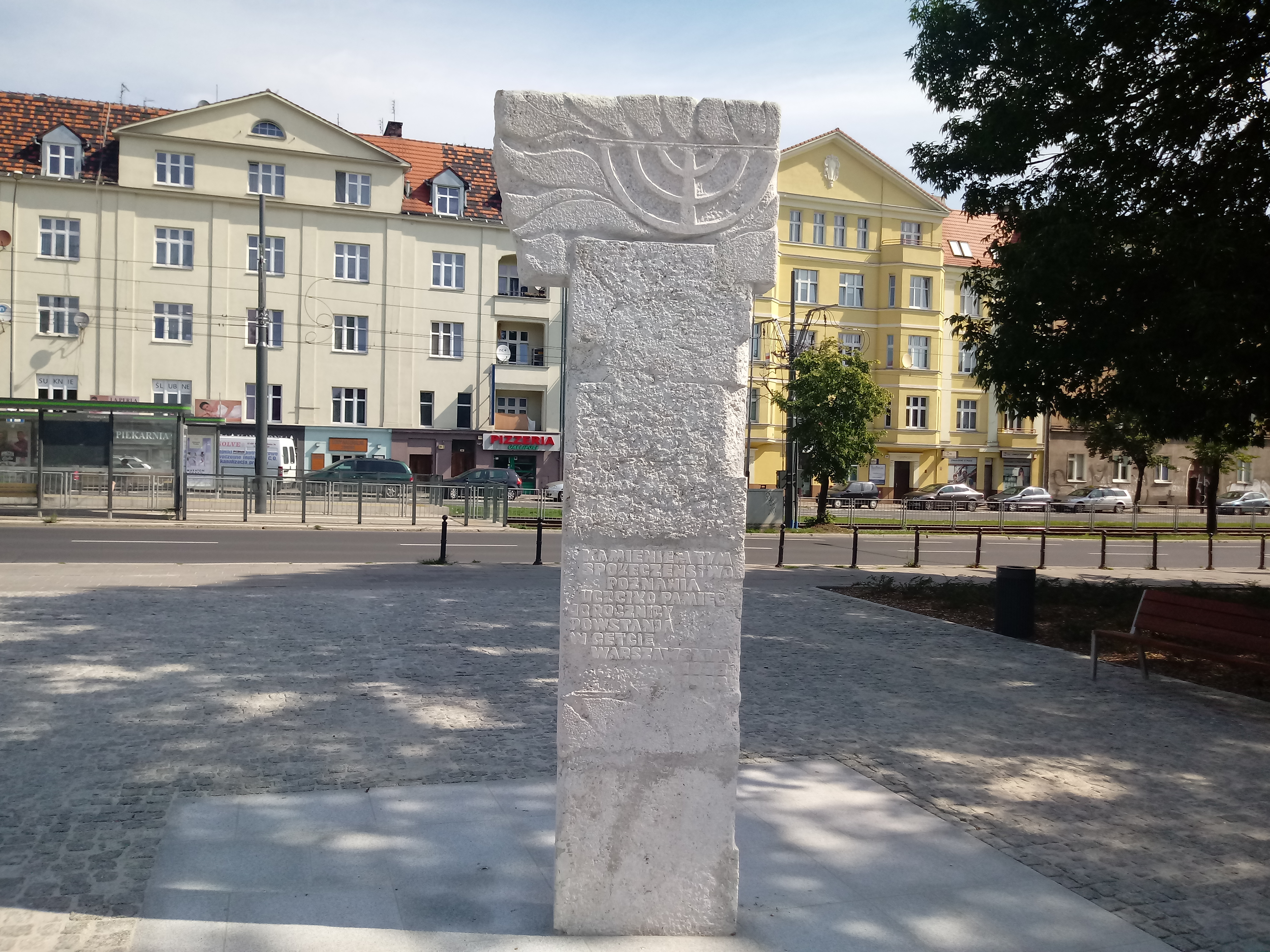
Obelisk od strony południowej, w tle ul. Królowej Jadwigi
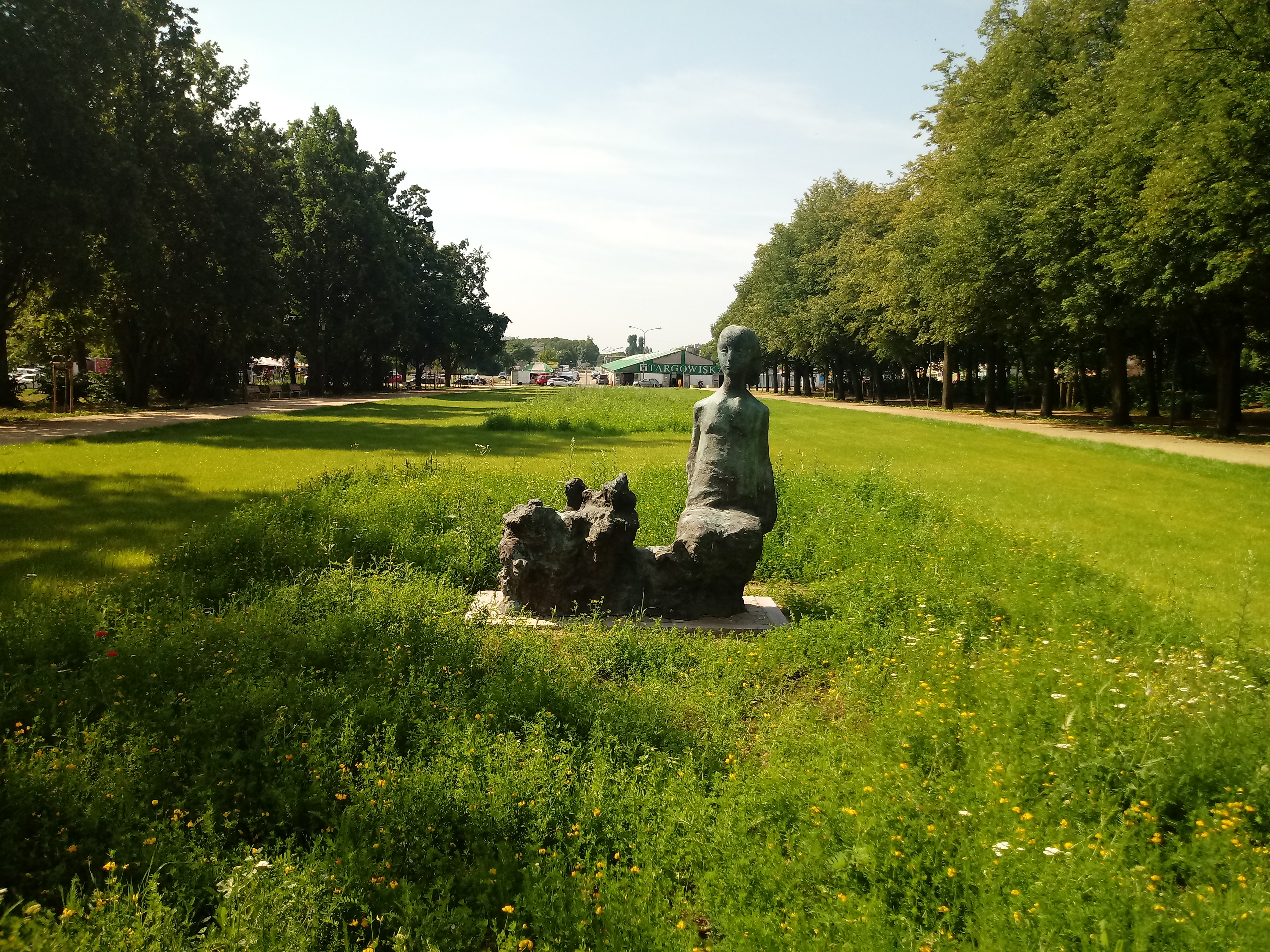
Rzeźba „Kobieta z kwiatami”, daleko w głębi Targowisko Dolna Wilda